# 플로렌스 그린
플로렌스 비어트리스 그린(혼전성 패터슨(Patterson), 영어: Florence Beatrice Green, 1901년 2월 19일 ~ 2012년 2월 4일)은 제1차 세계 대전에 참전한 인물로서는 최후까지 생존한 인물이었다. 당시 그녀는 영국 공군 소속의 비전투요원으로 복무하고 있었다. 
영국의 런던에서 태어난 플로렌스 그린은, 제1차 세계 대전이 막바지에 이를 무렵이던 1918년에 영국 공군에 입대하여, 노퍽주 나버러에 위치한 비행장에서 근무를 하였다. 전쟁이 끝난 뒤인 1919년에 영국 공군 하사로 예편하였고, 1920년에는 자신의 근무지에서 가까웠던 킹즈린으로 이주하였다. 그곳에서 월터 그린이라는 남성과 결혼하여 '그린'이라는 성을 쓰게 되었다. 2011년에 제1차 세계 대전의 최후의 전투원 출신 생존자인 클로드 출스가 사망한 뒤에는, 제1차 세계 대전 관련자들 중에서 최후의 생존자가 되었다. 2012년 2월 4일에 킹즈린에서 노환으로 사망하였다.